# Ryu Murakami
Ryū Murakami (村上龍 Murakami Ryū?) (n. 19 februarie 1952, Sasebo, prefectura Nagasaki, Japonia) este un scriitor și regizor japonez.

## Biografie
La douăzeci de ani a intrat la Facultatea de Artă Musashino. A publicat peste douăzeci de cărți, printre care Copii de aruncat (1980), care a câștigat premiul Noma, 69 (1987), Topaz (1988), Cinemateca lui Ryu Murakami (1995), Audiția (1997), În supa miso (1998, distins cu Premiul Yomiuri).
Murakami este și un regizor apreciat, printre filmele sale numărându-se Albastru nemărginit, aproape transparent și Tokyo Decadence. Ecranizarea romanului Audiția, în regia lui Takashi Miike, s-a bucurat de mare succes la festivalurile de film din Europa și America.

## Opere traduse în limba română
- Albastru nemărginit, aproape transparent (限りなく透明に近いブルー)
- Copii de aruncat　(コインロッカー・ベイビーズ)
- Ecstasy
- În supa miso (イン ザ・ミソスープ)
- Piercing
- Audiția
- Hituri celebre din epoca Showa
- 69
- Tokyo Decadence